# Oliver Dowden
Oliver Dowden, né le 1er août 1978 dans la Cité de St Albans (Hertfordshire), est un homme politique britannique.
Membre du Parti conservateur, il est secrétaire d'État au Numérique, à la Culture, aux Médias et aux Sports du 13 février 2020 au 15 septembre 2021 dans le second gouvernement de Boris Johnson puis ministre sans portefeuille. Il siège à la Chambre des communes depuis le 8 mai 2015 pour Hertsmere en Angleterre de l'Est.
Le 25 octobre 2022, il est nommé Chancelier du duché de Lancastre dans le gouvernement de Rishi Sunak et devient également vice-premier ministre le 21 avril 2023.

## Biographie

### Enfance et études
Dowden passe sa jeunesse dans le village de Bricket Wood dans le Hertfordshire, puis étudie à la Parmiter's School (école polyvalente publique, située à Garston), avant de poursuivre ses études en droit au Trinity Hall à Cambridge, où il obtient un baccalauréat universitaire ès lettres et une maîtrise universitaire ès lettres.

### Engagement politique
En 2004, Dowden rejoint le département de recherche conservateur, avant de rejoindre une société de relations publiques en 2007. Il est investi comme candidat conservateur pour Hertsmere, juste après avoir été conseiller spécial et chef de cabinet adjoint de David Cameron. Il est élu député de la circonscription en 2015.
En janvier 2018, Dowden est promu secrétaire parlementaire, dans le cadre du remaniement ministériel du second gouvernement de Theresa May. En juillet 2019, il devient ministre d'État au Bureau du Cabinet dans le gouvernement Johnson. 
Dowden est nommé secrétaire d'État au Numérique, à la Culture, aux Médias et aux Sports lors du remaniement du 13 février 2020, succédant à Nicky Morgan. Le 29 avril 2020, le second gouvernement Johnson alloue 400 000 livres de subventions pour aider les radios associatives du pays, affectées par la baisse des revenus publicitaires liée à la pandémie de Covid-19. Il devient ministre sans portefeuille lors du remaniement du 15 septembre 2021.

### Vie personnelle
Marié avec Blythe, ils ont deux enfants.

### Distinction honorifique
- : commandeur de l'ordre de l'Empire britannique (CBE), en 2015[6]